# Челидзе, Варден Порфирович
Варден Порфирович Челидзе (5 сентября 1913, село Ноча, Кутаисский уезд, Кутаисская губерния, Российская империя — неизвестно, Грузинская ССР) — заведующий отделом сельского хозяйства Телавского района, Грузинская ССР. Герой Социалистического Труда (1951).

## Биография
Родился в 1913 году в крестьянской семье в селе Ноча Кутаисского уезда. После окончания сельскохозяйственного института трудился в сельском хозяйстве Грузинской ССР. В послевоенное время — заведующий отделом сельского хозяйства Телавского района.
В 1949 году обеспечил перевыполнение плана по урожаю винограда в целом по Телавскому району на 46,6 %. Указом Президиума Верховного Совета СССР от 19 апреля 1951 года удостоен звания Героя Социалистического Труда за «перевыполнение плана сбора урожая сортового зелёного чайного листа, цитрусовых плодов и винограда в 1949 году» с вручением ордена Ленина и золотой медали «Серп и Молот» (№ 5854).
Этим же указом званием Героя Социалистического Труда были награждены первый секретарь Телавского райкома партии Георгий Сабаевич Сехниашвили, председатель Телавского райисполкома Арчил Виссарионович Утиашвили и главный агроном отдела сельского хозяйства Соломон Захарович Пааташвили.
Дальнейшая судьба не известна.
Награды
- Герой Социалистического Труда
- Орден Ленина
- Медаль «За оборону Кавказа» (01.05.1944)